# Admiraal Oesjakov
Admiraal Oesjakov (Russisch: Адмирал Ушаков, Admiral Oesjakov) is een tweedelige Sovjetfilm uit 1953. Het eerste deel heet Admiraal Oesjakov; het tweede Schepen bestormen de vestingen.

## Film
Admiraal Oesjakov kwam er op initiatief van de Marine van de Sovjet-Unie en was bedoeld ter ondersteuning van kennis over admiraal Fjodor Oesjakov naar wie de belangrijke militaire onderscheiding Orde van Oesjakov (vanaf 1994 Medaille van Oesjakov) is vernoemd. De film werd geregisseerd door Michael Romm en het scenario is afkomstig van Anatoli Vinogradov en Aleksandr Stein. Het verhaal speelt zich af tijdens de Russisch-Turkse Oorlog die uitgevochten werd tussen 1787-1792 tijdens het bewind van Catharina II van Rusland. Hoofdrollen waren weggelegd voor Ivan Pereverzev (Fjodor Oesjakov) en Boris Livanov (Grigori Potjomkin). 

## Rolverdeling
| Acteur                      | Personage                       |
| --------------------------- | ------------------------------- |
| Ivan Pereverzev             | Feodor Feodorovich Ushakov      |
| Boris Livanov               | Grigori Aleksandrovich Potemkin |
| Sergei Bondarchuk           | Tikhon Alekseevich Prokofiev    |
| Vladimir Druzhnikov         | Midshipman Vasilyev             |
| Gennadi Yudin               | Dmitri Nikolayevich Senyavin    |
| Vladimir Vasilyev           | Eski Hassan                     |
| Nikolai Svobodin            | Mordovtsev                      |
| Nikolai Chistyakov          | Voinovich                       |
| Mikhail Pugovkin            | Pirozhkov                       |
| Aleksei Petrovich Alekseyev | Metaksa                         |
| Georgi Yumatov              | Viktor Ermolaev                 |
| Pavel Volkov                | Doctor Ermolaev                 |
| Olga Zhiznyeva              | Catherine the Great             |
| Nikolai Khryashchikov       | Khvorin                         |
| Nikolay Volkov              | William Pitt                    |
| Ivan Solovyov               | Horatio Nelson                  |
| Vladimir Etush              | Said-Ali                        |
| Pavel Shpringfeld           | Shipbuilder Orfano              |
| Grigory Shpigel             | Thomas Grey                     |
| Lev Fenin                   | Robert Ansley                   |
| Pyotr Sobolevsky            | Engelse ambassadeur             |
| Yan Yanakiyev               | Franse ambassadeur              |
| Georgy Georgiu              | Turkse ambassadeur              |
| Vyacheslav Gostinsky        | Lanskoy                         |
| Nikolay Kutuzov             | Generaal                        |
| Viktor Kulakov              | Korovin                         |
| Pyotr Lyubeshkin            | Lepekhin                        |
| Vladimir Tumanov            | Foot                            |
| Galina Frolova              | Maria Spiridonova               |
| Yelena Maksimova            | Senyavinova                     |
| Gotlib Roninson             | Turkse man                      |
| Emmanuil Geller             | Turkse Admiraal                 |
| Vladimir Osenev             | inwoner                         |
| Viktor Avdyushko            | matroos                         |
| Gleb Romanov                |                                 |
| Sergey Solonitsky           | Duitse ambassadeur              |
| Viktor Balashov             |                                 |
| Andrey Fayt                 |                                 |

## Muziek
Aram Chatsjatoerjan schreef bij beide films muziek, maar er is weinig van bekend. Voor de eerste film is nog het meest bekend; zijn muziek begeleidde tien fragmenten: 1:Introductie, 2: Slag bij Korfu, 3: Slag bij Kaap Tendra Cape, 4: Slag bij Fidonisi, 5: Victors dood, 6; Begrafenis, 7: Mist, 8: Inspectie van de vloot, 9: Plaag, 10. Finale. Van muziek van de tweede film zijn in 2022 geen gegevens anders dan de orkestratie bekend. Chatsjatoerjan schreef de filmmuziek voor een uitgebreid symfonieorkest:
- 3 dwarsfluiten (III ook piccolo), 3 hobo's (III ook althobo), 3 klarinetten (III ook basklarinet), 2 fagotten
- 4 hoorns, 3 trompetten, 3 trombones, 1 tuba
- pauken, percussie, harp
- violen, altviolen, celli, contrabassen

De componist koos voor de ongeveer gelijktijdig samengestelde suite echter twaalf onderdelen van het totaalpakket aan muziek, waarbij de nadruk kwam te liggen op muziek uit de eerste film. De titels van de deeltjes komen grotendeels overeen met bovenstaande, waarbij vrijwel zeker is dat de "Introductie" van de eerste film werd ingewisseld door de "Introductie" van de tweede en in de suite de aanduiding ouverture meekreeg. Muziekuitgeverij Sikorski meldde in 2022 dat de muziek voor Schepen in ieder geval een Marslied en een Lied van de Russische matrozen bevat.    
Loris Tjeknavorian nam in oktober 1995 delen uit de filmmuziek op met het Philharmonisch Orkest van Armenië voor het platenlabel ASV Records (DCA 966). Hij verkoos het de suite verder in te korten; de opgenomen deeltjes kregen de namen: 1: Ouverture, 2: Slag, 3: Begrafenis, 4: Inspectie van de vloot en 5: Finale. De opnamen maakten deel uit van een serie gewijd aan muziek van de Armeense componist; het bleef voor zover bekend de enige opname van deze filmmuziek (op de film na).